# Andreas Jung (Politiker)

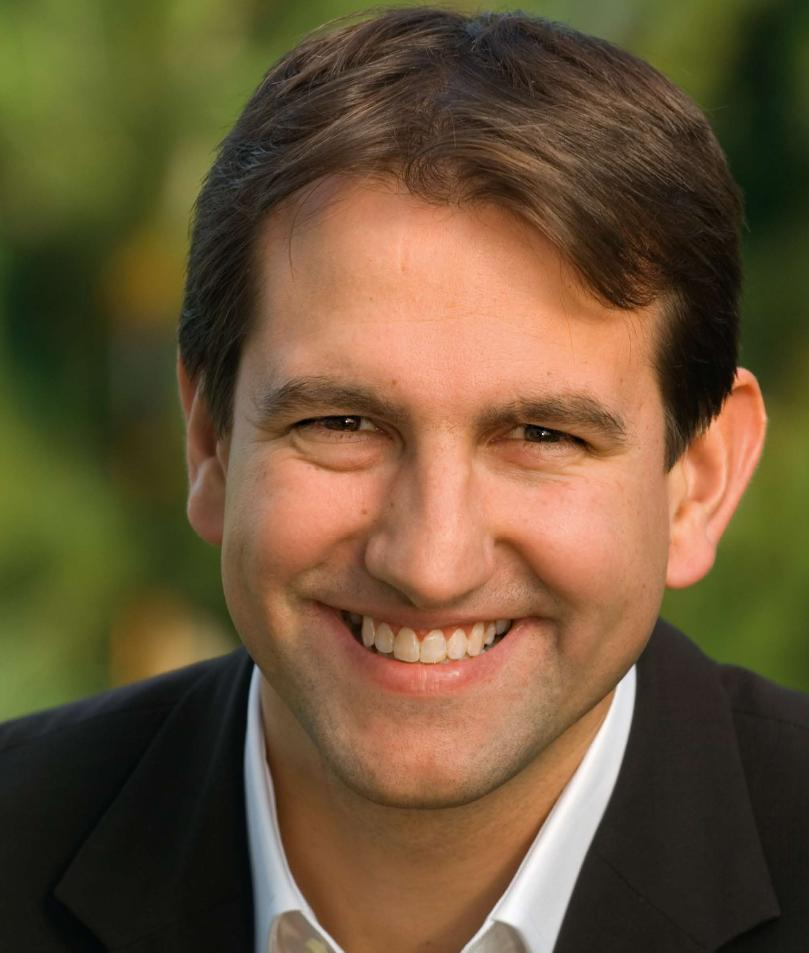
Andreas Jung (2009)

Andreas Jung (* 13. Mai 1975 in Freiburg im Breisgau) ist ein deutscher Rechtsanwalt und Politiker (CDU). Seit 2005 ist er Mitglied des Deutschen Bundestages und war von 2018 bis zur Bundestagswahl 2021 und ist seit Mai 2025 einer der stellvertretenden Vorsitzenden der CDU/CSU-Fraktion. Seit 2022 ist er einer von fünf stellvertretenden Bundesvorsitzenden der CDU.

## Persönlicher Werdegang
Nach dem Abitur 1994 am Nellenburg-Gymnasium in Stockach studierte Jung Rechtswissenschaften an der Universität Konstanz. 2000 legte er sein erstes juristisches Staatsexamen ab und war als Referendar beim Landgericht Freiburg tätig. Nach seinem zweiten Staatsexamen 2002 wurde er 2003 als Rechtsanwalt zugelassen. Er war zeitweise als Anwalt in der Wirtschaftskanzlei Rittershaus am Standort Mannheim tätig.
Andreas Jung ist seit Sommer 2015 verheiratet und Vater zweier Kinder. Er lebt auf der Insel Reichenau, wo seine Frau aufgewachsen ist.

## Politischer Werdegang

### Partei
Jung war von 1990 bis 2010 Mitglied der Jungen Union (JU). Er war Ortsvorsitzender der Jungen Union Stockach (1991–1993) und Vorsitzender des JU-Kreisverbandes Konstanz (1993–1999). Von 2000 bis 2002 gehörte er dem JU-Bundesvorstand an und war dessen umweltpolitischer Sprecher. Von 2002 bis 2006 war Jung außerdem Vorsitzender des JU-Bezirksverbandes Südbaden.
Jung gehört seit 1993 auch der CDU an. Er war von 1995 bis 2011 Vorstandsmitglied des CDU-Kreisverbandes Konstanz und gehört seit 2001 auch dem Landesvorstand der CDU in Baden-Württemberg an. Von 2007 bis 2011 war er Kreisvorsitzender der CDU in Konstanz. 2011 wurde er in Titisee-Neustadt als Nachfolger von Willi Stächele zum Vorsitzenden des CDU Bezirksverband Südbaden gewählt. Im Oktober 2017 trat Jung nicht erneut als Bezirksvorsitzender an. Sein Nachfolger wurde Andreas Schwab.
Am 3. September 2021 wurde Jung in das achtköpfige „Zukunftsteam“ von Kanzlerkandidat Armin Laschet berufen. Er vertrat dort die klima- und umweltpolitischen Themen. Beim CDU-Bundesparteitag am 22. Januar 2022 wurde er zu einem von fünf stellvertretenden Bundesvorsitzenden der CDU gewählt.

### Deutscher Bundestag
Seit 2005 ist er Mitglied des Deutschen Bundestages. Jung ist nach der Bundestagswahl 2005, 2009, 2013, 2017, 2021 und 2025 jeweils als direkt gewählter Abgeordneter des Wahlkreises Konstanz in den Bundestag eingezogen. Von 2005 bis 2009 war er stellvertretender Vorsitzender der Jungen Gruppe der CDU/CSU-Bundestagsfraktion.
Von 2009 bis 2018 hatte er den Vorsitz des Parlamentarischen Beirats für nachhaltige Entwicklung im Bundestag inne.
Von 2005 bis 2009 (16. Wahlperiode) war er ordentliches Mitglied im Ausschuss für Umwelt, Naturschutz und Reaktorsicherheit, ordentliches Mitglied im Petitionsausschuss, stellvertretendes Mitglied im Ausschuss für Angelegenheiten der Europäischen Union.
Von 2009 bis 2013 (17. Wahlperiode) war er ordentliches Mitglied im Ausschuss für Umwelt, Naturschutz und Reaktorsicherheit (Berichterstatter für Klimaschutz, Emissionshandel), stellvertretendes Mitglied im Ausschuss für Wirtschaft und Technologie sowie Beauftragter der CDU/CSU-Bundestagsfraktion für Elektromobilität.
Von 2014 bis 2018 war Jung ordentliches Mitglied im Ausschuss für Wirtschaft und Energie und stellvertretendes Mitglied im Ausschuss für Umwelt, Naturschutz, Bau und Reaktorsicherheit. Zudem gehörte er der Kommission Lagerung hoch radioaktiver Abfallstoffe an.
Seit 4. Juli 2016 ist er Vorsitzender der CDU-Landesgruppe Baden-Württemberg im Deutschen Bundestag.
Vom 6. Februar 2015 bis November 2019 war Jung Vorsitzender der Deutsch-Französischen Parlamentariergruppe. Am 1. März 2018 übernahm er den Vorsitz der deutschen Mitglieder der Deutsch-Französischen Arbeitsgruppe zum Aachener Vertrag im Deutschen Bundestag. Ziel war die Erarbeitung eines Deutsch-Französischen Parlamentsabkommens, um die Kooperation beider Parlamente in zahlreichen Bereichen zu vertiefen und so einen Beitrag zur Deutsch-Französischen Zusammenarbeit zu leisten.
Von 2018 bis 2019 war Andreas Jung erneut ordentliches Mitglied im Ausschuss für Umwelt, Naturschutz und Reaktorsicherheit, im Ausschuss für Angelegenheiten der Europäischen Union sowie im Vermittlungsausschuss und stellvertretendes Mitglied des Parlamentarischen Beirats für Nachhaltige Entwicklung.
Im 19. Deutschen Bundestag war Jung ordentliches Mitglied im Vermittlungsausschuss, sowie stellvertretendes Mitglied im Finanzausschuss und im Haushaltsausschuss.
Am 9. Oktober 2018 wurde Jung als Nachfolger des neuen Fraktionschefs Ralph Brinkhaus zu einem der stellvertretenden Vorsitzenden der CDU/CSU-Bundestagsfraktion gewählt. Jung vertrat im Fraktionsvorstand das Ressort Haushalt, Finanzen und Kommunales. Er gab deshalb seine bisherigen Ausschussmitgliedschaften mit Ausnahme des Vermittlungsausschusses ab und übernahm stellvertretende Mitgliedschaften im Finanzausschuss sowie im Haushaltsausschuss.
Im 20. Deutschen Bundestag ist Jung ordentliches Mitglied im neu eingesetzten Ausschuss für Klimaschutz und Energie und ebenfalls seit Dezember 2021 Vorsitzender der Arbeitsgruppe Klimaschutz und Energie seiner Fraktion.
Er zählt zu den 75 Unionsabgeordneten – 68 von der CDU (26,9 % aller CDU-Abgeordneten) und 7 von der CSU (12,5 % aller CSU-Abgeordneten) – die Ende Juni 2017 für die gleichgeschlechtliche Ehe gestimmt haben.
Jung ist Mitglied der Europa-Union Parlamentariergruppe Deutscher Bundestag, die sich für ein föderales Europa und den europäischen Einigungsprozess einsetzt. Er gilt als Klimaexperte seiner Partei.
Zusammen mit dem französischen Abgeordneten Christophe Arend war Jung von 2019 bis zum Ende der 19. Wahlperiode des Deutschen Bundestags im Jahr 2021 Co-Vorsitzender des Vorstandes der Deutsch-Französischen Parlamentarischen Versammlung. In der 20. Wahlperiode des Deutschen Bundestags ist Jung ordentliches Mitglied der Versammlung.
Bei der Bundestagswahl 2025 gewann Jung erneut das Wahlkreismandat in Konstanz. Seit dem 13. Mai 2025 ist er Stellvertretender Fraktionsvorsitzender für die Themen Umwelt, Klimaschutz, Naturschutz und nukleare Sicherheit, Wirtschaftliche Zusammenarbeit und Entwicklung, Nachhaltigkeit.

## Nebentätigkeiten
- Mainau GmbH der Insel Mainau; Mitglied des Beirates (seit 2017)
- Stiftung Energie & Klimaschutz Baden-Württemberg; Mitglied des Kuratoriums (seit 2017)
- Konstanzer Konzilpreis der Stadt Konstanz; Mitglied des Kuratoriums (seit 2017)
- Stiftung Welterbe Klosterinsel Reichenau der Insel Reichenau; Mitglied des Aufsichtsrates (seit 2017)
- Verein Bodenseegärten in Salenstein, Schweiz; Co-Präsident (seit 2017)
- Luftikus gemeinnützige GmbH, Baiersbronn; Mitglied des Aufsichtsrates (2017–2022)
- Rechtsanwalt, Kanzlei Rittershaus Mannheim (seit 2022)
- Jacques Delors Centre (Hertie School), Berlin, gemeinnützige GmbH (2022–2024)
- Energy and Climate Policy and Innovation Council (EPICO) e. V. (seit 2022)
- Deutsche Unternehmensinitiative Energieeffizienz e. V. (DENEFF) (seit 2022)
- Vereinigung Deutsch-Französischer Gesellschaften für Europa e. V. (VDFG); Mitglied des Kuratoriums (bis 20. November 2019)
- Fondation Entente Franco-Allemande (FEFA); Mitglied des Verwaltungsrates (bis 12. Juni 2019)
- Deutsch-Französisches Institut e. V. (dfi); Mitglied des Vorstandes (bis 17. Juni 2020)
- Bundesverband Erneuerbare Energie e. V. (BEE); Vorsitzender des Parlamentarischen Beirates (bis 28. Juni 2018)
- Institut für transformative Nachhaltigkeitsforschung (IASS); Mitglied des Beirates (bis 31. Juli 2018)

## Ehrungen und Auszeichnungen
- 2021 Ritter der Ehrenlegion (Chevalier de la Légion d’Honneur) für seine Verdienste um die deutsch-französische Verständigung[27]